# RPK–74
Az RPK–74 (oroszul: РПК–74 – Ручной пулемёт Калашникова образца 1974 года / Rucsnoj pulemjot Kalasnyikova obrazca 1974 goda) az AK–74 gépkarabélyon alapuló 5,45 mm-es szovjet golyószóró.

## Története
Az 1970-es évek elején a Szovjet Hadsereg átállt a régebbi, 7,62 x 39 mm-es (43M) lőszerről az 5,45 x 39 mm-es (74M) típusú köztes lőszer használatára. Az Izsevszki Gépgyár 1974-ben, az AK–74 gépkarabély megjelenésével egyidejűleg mutatta be az RPK golyószóró leváltására készült RPK–74-est. A fegyvert a Szovjet Hadseregnél az 1970-es évek végére rendszeresítették, napjainkra az RPK–74 golyószóró a lövész alakulatok raj szintű fegyverévé vált. A golyószórót a Varsói Szerződés országai közül csak kevés rendszeresítette, főleg anyagi okok miatt.

## Műszaki jellemzők
Az RPK–74 golyószóró automata sorozatlövő fegyver, szerkezete megegyezik az AK–74 gépkarabéllyal. A különbségek a hosszabb fegyvercsőben (175 mm-rel hosszabb), a cső alá szerelt villaállványban és a válltámaszban nyilvánulnak meg. A golyószóró az AK–74-hez rendszeresített tárakon kívül 75 és 100 db-os csigatárral is használható. (Ez elég ritka, a nagy kapacitású tárak helyett inkább 45 db-os ívtárakat használnak.) A régebbi fémtárakkal ellentétben az RPK–74 tárai műanyagból készültek, általában narancssárga vagy piros  színekben. Az RPKSZN–74 változatot egy oldalsó szereléksínnel látták el, amelyre optikai vagy éjszakai irányzék rögzíthető. A korai RPK–74 változatokat faburkolatú műanyagból vagy gyantával impregnált farostból gyártották, az 1990-es években a fegyver súlyának csökkentése érdekében ezeket lecserélték a nagyobb szilárdságú és könnyebb polimerre.

## Változatok
- RPKSZ–74 – Az RPK–74 behajtható válltámasszal készített változata.
- RPKSZN–74 – Az RPKSZ–74 optikai és éjszakai irányzék rögzítésére alkalmas sínnel ellátott változata.
- RPK–74M – Az RPK–74 modernizált változata, a faburkolatú műanyagból készült markolatot és válltámaszt polimerből készített alkatrészekkel cserélték le.

## Harci alkalmazás
- Irak és egyéb Közel-Keleti konfliktusok
- Csecsenföldi háborúk

## Külső hivatkozások
- Modern Firearms – RPK-74 (angol nyelvű)